# ماوريسيو ناني
ماوريسيو ناني (بالإسبانية: Mauricio Nanni)‏ هو لاعب كرة قدم أرجنتيني في مركز حراسة المرمى، ولد في 12 يوليو 1979 في مونتيفيديو في الأوروغواي. شارك مع منتخب الأوروغواي تحت 20 سنة لكرة القدم ومنتخب الأوروغواي لكرة القدم. أما مع النوادي، فقد لعب مع إنديبندينتي وبيلا فيستا وديفينسور سبورتينغ وراسينغ سانتاندير وراسينغ فيرول ومونتيفيديو واندررز ونادي أوكاس ونادي ماراثون.

## وصلات خارجية
- ماوريسيو ناني على موقع قاعدة بيانات كرة القدم.إي يو (الإنجليزية)
- ماوريسيو ناني على موقع ناشيونال فوتبول تيمز (الإنجليزية)
- ماوريسيو ناني على موقع Soccerway.com (الإنجليزية)